# Natalija Zarudna
Natalia Zarudna (ukr. Наталія Миколаївна Зарудна; ur. 15 lutego 1950 w Czerniowcach) – ukraińska działaczka polityczna i dyplomatka, 2008-2011 ambasador nadzwyczajny i pełnomocny w Niemczech.

## Życiorys
W 1973 ukończyła filologię na Uniwersytecie im. Tarasa Szewczenki w Kijowie, po czym pracowała jako lektor języka angielskiego i hiszpańskiego. Od 1973 do 1984 zatrudniona w kijowskiej spółce Inturist jako przewodniczka i tłumaczka. W latach 1984–1992 pracowała przy rządzie ZSRR jako tłumaczka i przewodniczka grup anglojęzycznych Inturistu.
Po odzyskaniu przez Ukrainę niepodległości w 1991 podjęła pracę w ministerstwie spraw zagranicznych jako II i I sekretarz, a później wicedyrektor i dyrektor wydziału informacji resortu oraz wicedyrektor departamentu informacji.
Od kwietnia 1996 do listopada 1999 pełniła urząd radcy oraz charge d'affaires ad interim w Waszyngtonie, była również zastępcą stałego obserwatora przy OPA.
Po powrocie do Kijowa pracowała przez dwa miesiące jako dyrektor IV oddziału terytorialnego MSZ (1999–2000). Po objęciu urzędu premiera przez Wiktora Juszczenkę została jego rzecznikiem prasowym – funkcję pełniła do czerwca 2001.
W grudniu 2001 objęła przewodnictwo nad departamentem kultury i współpracy humanitarnej MSZ, które sprawowała do września 2002. W tym samym czasie została mianowana wiceprzewodniczącą ukraińskiej komisji ds. UNESCO oraz zastępczynią stałego przedstawiciela Ukrainy w Radzie Wykonawczej UNESCO (do czerwca 2004).
Od października 2002 do września 2003 pełniła funkcję podsekretarza stanu w resorcie spraw zagranicznych. W grudniu 2004 złożyła listy uwierzytelniające królowej Danii rozpoczynając trwającą cztery lata misję dyplomatyczną w Kopenhadze. Od września 2008 do grudnia 2011 ambasador nadzwyczajny i pełnomocny Ukrainy w Niemczech.